# 酒寄進一
酒寄 進一（さかより しんいち、1958年1月22日- ）は、日本のドイツ文学者、翻訳家。和光大学表現学部教授。児童文学、ファンタジーなどを中心に、ドイツ語の小説作品を数多く日本語に翻訳紹介している。

## 経歴
茨城県生まれ。全寮制の高等学校に学んでいたころからドイツ語を学び始めた。当時から、J・R・R・トールキンの『指輪物語』や、ハワード・フィリップス・ラヴクラフトの作品などに親しんでいた。上智大学を卒業後、ドイツに留学し、ケルン大学、ミュンスター大学に学んだ。上智大学独文学専攻博士課程満期退学し、新潟大学講師を経て、和光大学助教授、のち教授に就任。
1991年、ジクリト・ホイク)『砂漠の宝』の翻訳が、第38回産経児童文化賞を受賞。次いで2012年、フェルディナント・フォン・シーラッハ『犯罪』の翻訳が、本屋大賞の特別企画「翻訳小説部門」で大賞となった。

## 編著書
- 『ラルフ・イーザウの宇宙』（編著、長崎出版） 2008

## 翻訳
- 『月の狩人 アマゾンでみたわたしだけの夢』（ジクリト・ホイク、福武書店） 1987
- 『黒い兄弟 ジョルジョの長い旅』（リザ・テツナー、福武書店） 1988、のち福武文庫、のちあすなろ書房 新版2021

『世界名作劇場』のアニメ『ロミオの青い空』の元となった作品
- 『ヘンゼルとグレーテル ベヒシュタイン童話』（L・ベヒシュタイン、坂本知恵子絵、福武書店） 1988
- 『わすれられた庭』（アンネゲルト・フックスフーバー、福武書店） 1988
- 『最後の惑星』（ユルゲン・ローデマン、新評論） 1989
- 『二度とそのことはいうな?』（バルバラ・ゲールツ、中釜浩一郎画、佑学社） 1989
- 『過去への扉をあけろ』（ハンス=ユルゲン・ペライ、佑学社） 1990
- 『砂漠の宝 あるいはサイードの物語』（ジクリト・ホイク、福武書店） 1990
- 『ちきゅうの子どもたち』（グードルン・パウゼヴァング、アンネゲルト・フックスフーバー絵、ほるぷ出版） 1990
- 『ボクの12月24日』（アヒム・ブレーガー、ギーセラ・カロウ絵、ほるぷ出版、くれよん文庫） 1990
- 『一九九九年に生まれて』（シャルロッテ・ケルナー、福武書店） 1992
- 『あか、あお、きいろ、色いろいろ 色であそぶ本』（クヴィエタ・パツォウスカー、ほるぷ出版） 1993
- 『ママのおむこさん』（クリスティーネ・ネストリンガー、偕成社） 1993
- 『壁の向こうのフリーデリケ』（ガブリエレ・M・ゲーベル、荒井良二絵、国土社） 1994
- 『コルチャック 私だけ助かるわけにはいかない!』（モニカ・ペルツ、ほるぷ出版） 1994
- 『セリョージャ、放浪のロシア』（ハンス=ユルゲン・ペライ、藤川秀之絵、佑学社） 1994
- 『蠅の乳しぼり』（ラフィク・シャミ、西村書店） 1995
- 『不思議の国のアリス』（ルイス・キャロル、ユーリア・グコーヴァ絵、西村書店） 1995
- 『あやつり人形ピッパ』（エーディト・ターベット、ユーリア・グコーヴァ絵、西村書店） 1996
- 『森のなかでみつけたよ』（ヴォルフラム・ヘーネル、アレックス・デ・ヴォルフ絵、ほるぷ出版） 1997
- 『砂糖菓子の男 ギリシアのむかしばなし』（アルニカ・エステル再話、ユーリア・グコーヴァ絵、西村書店） 1998
- 『あくまくん』（ハイケ&ヴォルフガング・ホールバイン、カロリーネ・ケーア絵、徳間書店） 2001
- 『ベルリン1933』（クラウス・コルドン（ドイツ語版）、理論社） 2001
  - 『ベルリン1919』（クラウス・コルドン、理論社） 2006
  - 『ベルリン1945』（クラウス・コルドン、理論社） 2007
- 『影の縫製機』（ミヒャエル・エンデ、ビネッテ・シュレーダー絵、長崎出版） 2006
- 『三文オペラ』（ベルトルト・ブレヒト、長崎出版） 2007
- 『春のめざめ - 子どもたちの悲劇』（ヴェデキント、長崎出版） 2009、のち岩波文庫 2017
- 『赤毛のゾラ』（クルト・ヘルト、長崎出版） 2009、のち福音館文庫
- 『ジュゼッペとマリア』（クルト・ヘルト、長崎出版） 2009
- 『怒矮夫(ドワーフ)風雲録 闇の覇者』（丸楠早逸、ソフトバンククリエイティブ） 2009
- 『ジム・ボタンがやってきた』（ミヒャエル・エンデ原作、ベアーテ・デリング再話、長崎出版） 2010
- 『ジム・ボタンのたびだち』（ミヒャエル・エンデ原作、ベアーテ・デリング再話、長崎出版） 2010
- 『幸福はぼくを見つけてくれるかな?』（ペーター・フィッシュリ, ダヴィッド・ヴァイス アートワーク、フォイル） 2011
- 『この世の涯てまで、よろしく』（フレドゥン・キアンプール、東京創元社） 2011
- 『新訳メトロポリス』（テア・フォン・ハルボウ、中公文庫） 2011
- 『ロージーのモンスターたいじ』（フィリップ・ヴェヒター、ひさかたチャイルド） 2011
- 『せかいいっしゅうビッグラリー』（ヨッヘン・シュトゥーアマン作・絵、フレーベル館） 2012
- 『濡れた魚』（フォルカー・クッチャー、創元推理文庫） 2012
- 『ヒトラーに愛された女 真実のエヴァ・ブラウン』（ハイケ・B・ゲルテマーカー、東京創元社） 2012
- 『変身』（フランツ・カフカ、翻案、牧野良幸画、長崎出版） 2012
- 『過去への扉をあけろ』（ハンス = ユルゲン・ペライ、童話館出版） 2013
- 『死者の声なき声』（フォルカー・クッチャー、創元推理文庫） 2013
- 『日記は囁く』（イザベル・アベディ、東京創元社） 2013
- 『愛の裏側は闇』全3巻（ラフィク・シャミ、東京創元社） 2014
- 『ゴールドスティン』（フォルカー・クッチャー、創元推理文庫） 2014
- 『ゲルマニア』（ハラルト・ギルバース、集英社文庫） 2015
- 『漆黒の森』（ペトラ・ブッシュ、創元推理文庫） 2015
- 『人形遣い 事件分析官アーベル&クリスト』（ライナー・レフラー、創元推理文庫） 2015
- 『幽霊ピアニスト事件』（フレドゥン・キアンプール、創元推理文庫） 2015
- 『嵐の王 1　魔人の地』（カイ・マイヤー、遠山明子共訳、創元推理文庫） 2015
- 『嵐の王 2　第三の願い』（カイ・マイヤー、遠山明子共訳、創元推理文庫） 2016
- 『嵐の王 3　伝説の都』（カイ・マイヤー、遠山明子共訳、創元推理文庫） 2016
- 『古城ゲーム』（ウルズラ・ポツナンスキ、創元推理文庫） 2016
- 『囀る魚』（アンドレアス・セシェ、西村書店・東京出版編集部） 2016
- 『オーディンの末裔』（ハラルト・ギルバース、集英社文庫） 2016
- 『ファウスト』（ゲーテ原作、バルバラ・キンダーマン再話、クラウス・エンジカート絵、西村書店・東京出版編集部） 2016
- 『キオスク』（ローベルト・ゼーターラー、東宣出版、はじめて出逢う世界のおはなし オーストリア編） 2017
- 『静寂 ある殺人者の記録』（トーマス・ラープ、東京創元社） 2017
- 『デーミアン』（ヘルマン・ヘッセ、光文社古典新訳文庫） 2017
- 『モナ・リザ・ウイルス』上・下（ティボール・ローデ、小学館文庫） 2018
- 『終焉』（ハラルト・ギルバース、集英社文庫） 2018
- 『乗客ナンバー23の消失』（セバスチャン・フィツェック、文藝春秋） 2018、文春文庫 2021
- 『座席ナンバー7Aの恐怖』（セバスチャン・フィツェック、文藝春秋） 2019、文春文庫 2023
- 『ベルリン』全6冊（クラウス・コルドン、岩波少年文庫） 2020
- 『ほら吹き男爵の冒険』（光文社古典新訳文庫） 2020
- 『アルトゥロ・ウイの興隆 / コーカサスの白墨の輪』（ベルトルト・ブレヒト、東宣出版） 2020
- 『EXCELLENT 卓越した自分になるための9つの行動』（ドーリス・メルティン、遠山明子共訳、潮出版社） 2022
- 『終戦日記一九四五』（エーリヒ・ケストナー、岩波文庫） 2022
  - 『ケストナーの戦争日記　1941-1945』（スヴェン・ハヌシェク編、岩波書店）2024 - 完訳版
- 『雨に打たれて アンネマリー・シュヴァルツェンバッハ作品集』（アンネマリー・シュヴァルツェンバッハ、書肆侃侃房） 2022
- 『その昔、N市では カシュニッツ短編傑作選』（マリー・ルイーゼ・カシュニッツ、東京創元社） 2022
- 『十六の言葉』（ナヴァー・エブラーヒーミー、駒井組） 2023
- 『人間の彼方』（ユーリ・ツェー、東宣出版） 2023.11
- 『若きウェルテルの悩み』（ゲーテ、光文社古典新訳文庫） 2024.2
- 『独裁者の学校』（エーリヒ・ケストナー、岩波文庫） 2024.2
- 『ある晴れたXデイに カシュニッツ短編傑作選』（マリー・ルイーゼ・カシュニッツ、東京創元社） 2024.4
- 『セツアンの善人/三文オペラ』（ブレヒト、東宣出版） 2024.9
- 『牡猫ムルの人生観』（ホフマン、東京創元社） 2024.11
- 『17の鍵』（マルク・ラーベ、創元推理文庫） 2025.1
- 『19号室』（マルク・ラーベ、創元推理文庫） 2025.2
- 『シッダールタ』（ヘッセ、光文社古典新訳文庫）	2025.9

### グリム童話
- 『くまおとこ グリムどうわより』（フェリクス・ホフマン画、福武書店） 1984
- 『ほしのぎんか グリム童話』（坂本知恵子画、福武書店） 1986
- 『しらゆきとべにばら グリム童話』（横田稔画、福武書店） 1987
- 『白雪と紅ばら グリム童話』（ロラン・トポール絵、西村書店） 1991
- 『ラプンツェル グリム童話』（マイケル・ヘイグ絵、西村書店） 1991

### イリーナ・コルシュノフ
- 『緑の髪の小人バブッシェル』全3冊（イリーナ=コルシュノフ、堤直子絵、講談社、青い鳥文庫） 1987 - 1988
- 『大きくなりたい小さなペルツ』（イリーナ=コルシュノフ、ラインハルト=ミヒル絵、講談社） 1988
- 『小さなペルツ』（イリーナ=コルシュノフ、ラインハルト・ミヒル絵、講談社） 1988
- 『ちびドラゴンのおくりもの』（イリーナ・コルシュノフ、伊東寛絵、国土社） 1989
- 『マレンカ』（イリーナ・コルシュノフ、福武書店） 1991
- 『モジャクマくんのいえで』（イリーナ・コルシュノフ、ラインハルト=ミヒル絵、講談社） 1991

### ラルフ・イーザウ
- 『ネシャン・サーガ1 ヨナタンと伝説の杖』（ラルフ・イーザウ、あすなろ書房） 2000
- 『ネシャン・サーガ2 第七代裁き司の謎』（ラルフ・イーザウ、あすなろ書房） 2001
- 『ネシャン・サーガ3 裁き司 最後の戦い』（ラルフ・イーザウ、あすなろ書房） 2001
- 『盗まれた記憶の博物館』（ラルフ・イーザウ、あすなろ書房） 2002
- 『暁の円卓』（ラルフ・イーザウ、長崎出版）
- 『パーラ 奇妙なことばの喪失』（ラルフ・イーザウ、佐竹美保絵、あすなろ書房） 2004
- 『見えざるピラミッド 赤き紋章の伝説』（ラルフ・イーザウ、あすなろ書房） 2007
- 『銀の感覚』（ラルフ・イーザウ、長崎出版） 2008
- 『わらいかたをおしえてよ』（ラルフ・イーザウ、長崎出版） 2008
- 『ミラート年代記1 古の民シリリム』（ラルフ・イーザウ、あすなろ書房） 2008
- 『ミラート年代記2 タリンの秘密』（ラルフ・イーザウ、あすなろ書房） 2009
- 『ミラート年代記3 シルマオの聖水』（ラルフ・イーザウ、あすなろ書房） 2010
- 『緋色の楽譜』（ラルフ・イーザウ、東京創元社） 2011

### 「ファンタ―ジエン」
- 『ファンタージエン 秘密の図書館』（ラルフ・イーザウ、ソフトバンククリエイティブ） 2005
- 『ファンタージエン 忘れられた夢の都』（ペーター・フロイント、ソフトバンククリエイティブ） 2006
- 『ファンタージエン 夜の魂』（ウルリケ・シュヴァイケルト、ソフトバンククリエイティブ） 2007

### アンドレアス・グルーバー
- 『夏を殺す少女』（アンドレアス・グルーバー、創元推理文庫） 2013
- 『黒のクイーン』（アンドレアス・グルーバー、創元推理文庫） 2014
- 『月の夜は暗く』（アンドレアス・グルーバー、創元推理文庫） 2016
- 『刺青の殺人者』（アンドレアス・グルーバー、創元推理文庫） 2017

### アンドレアス・フェーア
- 『弁護士アイゼンベルク』（アンドレアス・フェーア、創元推理文庫） 2018
- 『突破口 弁護士アイゼンベルク』（アンドレアス・フェーア、創元推理文庫） 2020
- 『咆哮』（アンドレアス・フェーア、小学館文庫） 2021
- 『羊の頭』（アンドレアス・フェーア、小学館文庫） 2021
- 『聖週間』（アンドレアス・フェーア、小学館文庫） 2022
- 『急斜面』（アンドレアス・フェーア、小学館文庫） 2023

### フェルディナント・フォン・シーラッハ
- 『犯罪』（フェルディナント・フォン・シーラッハ、東京創元社） 2011、のち文庫
- 『罪悪』（フェルディナント・フォン・シーラッハ、東京創元社） 2012、のち文庫
- 『コリーニ事件』（フェルディナント・フォン・シーラッハ、東京創元社） 2013、のち文庫 2017
- 『カールの降誕祭(クリスマス)』（フェルディナント・フォン・シーラッハ、東京創元社） 2015
- 『禁忌』（フェルディナント・フォン・シーラッハ、東京創元社） 2015、のち文庫 2019
- 『テロ』（フェルディナント・フォン・シーラッハ、東京創元社） 2016
- 『刑罰』（フェルディナント・フォン・シーラッハ、東京創元社） 2019、のち文庫 2022
- 『珈琲と煙草』（フェルディナント・フォン・シーラッハ、東京創元社） 2023
- 『神』（フェルディナント・フォン・シーラッハ、東京創元社） 2023 - 戯曲

### ネレ・ノイハウス
- 『深い疵』（ネレ・ノイハウス、創元推理文庫） 2012
- 『白雪姫には死んでもらう』（ネレ・ノイハウス、創元推理文庫） 2013
- 『悪女は自殺しない』（ネレ・ノイハウス、創元推理文庫） 2015
- 『死体は笑みを招く』（ネレ・ノイハウス、創元推理文庫） 2016
- 『穢れた風』（ネレ・ノイハウス、創元推理文庫） 2017
- 『悪しき狼』（ネレ・ノイハウス、創元推理文庫） 2018
- 『生者と死者に告ぐ』（ネレ・ノイハウス、創元推理文庫） 2019
- 『森の中に埋めた』（ネレ・ノイハウス、創元推理文庫） 2020
- 『母の日に死んだ』（ネレ・ノイハウス、創元推理文庫） 2021
- 『友情よここで終われ』（ネレ・ノイハウス、創元推理文庫） 2024